# Rhynchospora
Rhynchospora  Vahl é um género botânico pertencente à família Cyperaceae.
São plantas de distribuição cosmopolita, ou seja, encontradas em todo o mundo. A característica diferenciada do gênero é a presença de uma até dez brácteas ao longo da base da inflorescência, assemelhando-se a um bico de pássaro (quando uma) ou a uma estrela. As brácteas possuem em torno de 3 a 5 cm de comprimento, porém na  R. nervosa podem alcançar até 22 cm.
O gênero é composto por aproximadamente 490 espécies.

## Sinônimos
- Dichromena Michx.
- Micropapyrus Suess.
- Psilocarya Torr.
- Syntrinema H.Pfeiff.

## Principais espécies
| - Rhynchospora alba - Rhynchospora albiceps - Rhynchospora almensis - Rhynchospora armerioides - Rhynchospora aurea - Rhynchospora californica - Rhynchospora colorata - Rhynchospora corymbosa - Rhynchospora consanguinea - Rhynchospora emaciata - Rhynchospora exaltata - Rhynchospora fusca - Rhynchospora globosa - Rhynchospora glomerata - Rhynchospora holoschoenoides | - Rhynchospora legrandii - Rhynchospora longispicata - Rhynchospora megapotamica - Rhynchospora multiflora - Rhynchospora minor - Rhynchospora nervosa - Rhynchospora puberula - Rhynchospora rugosa - Rhynchospora setigera - Rhynchospora speciosa - Rhynchospora tenerrima - Rhynchospora tenuis - Rhynchospora trispicata - Rhynchospora warmingii |

- «PPP-Index Lista completa»